# Beolgyo-eup
Beolgyo-eup (koreanska: 벌교읍) är en köping i den södra delen av Sydkorea, 300 km söder om huvudstaden Seoul. Det är den största orten i kommunen Boseong-gun i provinsen Södra Jeolla. 